# Cyrto-hypnum sharpii
Cyrto-hypnum sharpii là một loài Rêu trong họ Thuidiaceae. Loài này được (H.A. Crum) W.R. Buck & H.A. Crum mô tả khoa học đầu tiên năm 1990.